# Уилсон, Торри
Торри Энн Уилсон (англ. Torrie Anne Wilson, род. 24 июля 1975, Бойсе) — американская женщина-рестлер и модель. Получила известность, выступая в рестлинг-промоушнах World Championship Wrestling (WCW) и WWE. В 1998 году Уилсон стала победительницей конкурса по фитнесу «Мисс Галактика». Вскоре после завоевания этого титула она подписала контракт с World Championship Wrestling, где проработала с 1999 по 2000 год. В 2001 году подписала контракт с World Wrestling Federation (WWF). Член Зала cлавы WWE с 2019 года.
Кроме рестлинга, Уилсон дважды снималась для журнала Playboy. Её фотографии также появлялись на обложке FHM и журналов по фитнесу, таких как: Ironman, Oxygen, Physical, Planet Muscle и других.

## Биография
Торри Уилсон родилась в городе Бойсе (штат Айдахо, США). По её словам, в детстве она была очень застенчивым ребёнком. В школе Торри занималась лёгкой атлетикой, танцами и чирлидингом. Во время второго года обучения в средней школе мать Тори предложила ей обратить внимание на модельный бизнес. Они посетили модельное агентство, где Торри сказали, что если она хочет стать моделью, то ей нужно уменьшить вес. В процессе похудения она начала страдать анорексией и булимией и испытывала эти проблемы с 14 до 20 лет.
После того, как Уилсон справилась с этими расстройствами, она начала заниматься фитнесом. Торри стала есть по шесть раз в день и заниматься на тренировках. В первом конкурсе красоты, в котором Уилсон приняла участие, она заняла третье место. В 1988 году она приняла участие в конкурсе Мисс Галактика, где стала победительницей. После этого она некоторое время работала в Extreme Fitness Team. Позже Уилсон приняла участие в женском чемпионате Tri-Fitness, где в конкурсе Grace and Physique заняла первое место. В конце 2008 года Уилсон переехала в Лос-Анджелес, планируя стать актрисой. Она начала посещать курсы актёрского мастерства и познакомилась с агентом, который помог ей получить несколько небольших ролей.

## Карьера в рестлинге

### World Championship Wrestling (1999—2000)
Уилсон стала заниматься рестлингом после того, как в 1999 году вместе со своим парнем посетила шоу WCW. Там она попала за кулисы, где ей предложили сопровождать Скотта Штайнера во время его выхода на ринг. Позже Кевин Нэш проявил интерес в создании сюжетной линии с её участием. В WCW Тори дебютировала под именем Саманта. Согласно сюжетной линии, она была приглашена группировкой New World Order (nWo), чтобы соблазнить Дэвида Флэра и направить его против отца, Рика Флэра. 21 февраля 1999 года, на шоу SuperBrawl IX, проходил поединок между Халком Хоганом и Риком Флэром за чемпионский титул. Вначале в него вмешалась Уилсон, которая вышла к рингу и несколько раз ударила Флэра в лицо, а через некоторое время Дэвид помешал выполнить своему отцу болевой приём против Хогана, выведя его из строя тазером. На шоу Bash at the Beach Торри играла роль помощницы Флэра, который смог выиграть титул чемпиона США в тяжёлом весе WCW у Дина Маленко.
После этого она на некоторое время не участвовала в телевизионных шоу WCW, а осенью 1999 года вернулась под своим настоящим именем. Уилсон стала менеджером Билли Кидмана и его товарищей по группировке Filthy Animals. В результате она была втянута во вражду Animals с группировкой Revolution. В ноябре в одной из видео врезок шоу «Kidcam» — скрытой камеры, которая снимает за кулисами, были показаны целующиеся Уилсон и Эдди Герреро, что привело к вражде между Кидманом и Герреро. После этого Уилсон опять на некоторое время пропала из телевизионных шоу WCW. 19 января 2000 года она вновь вернулась, а в апреле 2000 года Кидман и Уилсон присоединились к группировке New Blood и стали отыгрывать роль плохих персонажей. В рамках новой сюжетной линии Кидман стал ревновать Уилсон к члену New Blood Хорасу Хогану. В июне на шоу Great American Bash Торри ударила Кидмана, что привело к поражению последнего от Халка Хогана. После этого она появилась на июльском шоу Bash at the Beach во время поединка между Шейном Дугласом и Баффом Бэйгвеллом. После матча Уилсон и Дуглас покинули ринг вместе, что привело к вражде между Кидманом и Дугласом. В сентябре на Fall Brawl Торри и Дуглас победили Кидмана и Мадусу в смешанном командном бою. В декабре 2000 года Уилсон была уволена из WCW.

### World Wrestling Entertainment (2001—2008)

#### Вторжение (2001)
28 июня 2001 года Уилсон дебютировала в WWE в SmackDown! как член группировки Альянс во время сюжетной линии WWE — Вторжение. Её первой сюжетной линией стало изображение любовной интриги с Винсом Макмэхоном. Она также часто выступала в паре со Стэйси Киблер. Обе девушки дебютировали на ринге на шоу InVasion, приняв участие в матче «Бюстгальтер и трусики» (англ. Bra and Panties match), где их соперницами стали Лита и Триш Стратус. Последним удалось раздеть Уилсон и Киблер до нижнего белья и выиграть бой. Следующим вечером на шоу Raw Торри победила Стратус в матче Лопатка на шесте (англ. Paddle on a Pole). Несмотря на недостаток борцовского опыта, Уилсон, Киблер и Айвори часто враждовали с другими дивами, а также вмешивались в поединки на стороне рестлеров Альянса. Во время Вторжения она стала любимицей публики. В то же время у неё начался телевизионный роман с Таджири, что привело к тому, что Киблер стала враждовать с Торри и последней пришлось покинуть Альянс. На шоу No Mercy Уилсон победила Киблер в матче в нижнем белье.

#### Взаимоотношения с Таджири, вражда с Дон Мари (2002—2003)
В апреле 2002 года, во время деления брендов WWF, Уилсон перешла на бренд SmackDown!. Вскоре после этого, в качестве сюжетной линии, Таджири стал сильно ревновать к Торри из-за большого внимания к ней со стороны других рестлеров. Он заставил её носить одежду гейши и во время выходов на ринг плохо обращался с ней. Устав от такого обращения, во время боя Таджири с Ураганом, она залезла на комментаторский стол и сняла с себя одежду. Ураган воспользовался замешательством Таджири и сумел удержать последнего. На шоу Rebellion Торри и Билли Кидман победили Джона Сину и Дон Мари в смешанном командном матче.
В 2002—2003 годах Уилсон враждовала с Дон Мари. В это же время сценарист Smackdown Пол Хейман предложил создать сюжетную линию с её отцом или нанять актёра, который его сыграет. Отец Торри, Эл Уилсон, согласился принять участие в шоу и началась сюжетная линия, согласно которой Дон Мари пыталась выйти замуж за отца Торри. Она также высказывала наличие чувств к самой Торри, и обе даже целовались перед камеру. Дон предложила отменить свадьбу, если Торри согласиться провести с ней ночь в отеле. Однако этого не произошло, и Дон вышла замуж за Эла. Церемония бракосочетания прошла во время одного из выпусков SmackDown!, а молодожёны были одеты только в нижнее бельё. Потом, согласно сюжетной линии, Эл умер в свадебном путешествии от сердечного приступа во время занятия сексом с Мари. В отместку, Торри одержала победу над Мари на октябрьском шоу No Mercy, а после и на Королевской битве в матче, получившем название «Мачеха против падчерицы». Вражда между двумя рестлерами длилась около девяти месяцев.

#### Playboy (2003—2004)

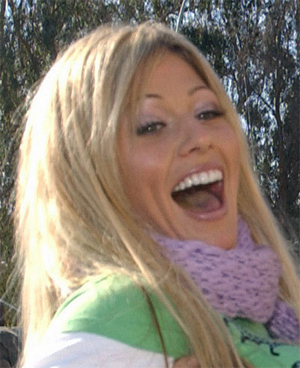
Уилсон в 2004 году

В мае 2003 года Уилсон снялась для журнала Playboy. За несколько месяцев до этого была показана небольшая сюжетная линия, согласно которой Нидия стала завидовать Торри, что её фотография появится на обложке журнала. Во время еженедельного шоу SmackDown! было показано небольшое видео, как Нидиа и её парень Джейми Ноубл поехали в особняк Playboy, чтобы оспорить выбор Хью Хефнера. В апреле 2003 года в одном из эпизодов SmackDown! во время Playboy Coming Out Party в WWE, после четырёх лет отсутствия, вернулась бывшая Дива и девушка с обложки Playboy Сэйбл. На последующих шоу Сэйбл начала играть с Уилсон, иногда общаясь с ней по дружески, а уже на следующий раз — нет. Это привело к конкурсу бикини, который прошёл на шоу Judgment Day и победителем которого стала Уилсон. После конкурса Уилсон поцеловала бывшую чемпионку среди женщин Сэйбл. Вскоре Торри впервые в своей карьере приняла участие в поединке за чемпионский титул. Чемпион WWE среди женщин Молли Холли прервала фотосессию Торри и вызвала её на поединок, однако Уилсон не удалось одержать в нём победу. Продолжая вражду с Нидией и Ноублем, Уилсон стала менеджером, вернувшегося летом 2003 года в WWE Билли Ганна. Через некоторое время все четыре рестлера сформировали альянс против Шаниквы. Эта вражда привела к матчу с форой, в котором Уилсон и Нидиа проиграли Шаникве.
В марте 2004 года Уилсон объединилась с Сэйбл против див Raw Стэйси Киблер и Джеки Гэйда. Сюжетная линия была основана на зависти див к тому, что Уилсон и Сэйбл снимались для журнала Playboy и что вскоре их фотографии снова будут опубликованы в журнале. После недели вражды Уилсон и Сэйбл одержали победу над Киблер и Мисс Джеки на Рестлмании XX в матче Playboy Evening Gown, где им удалось снять со своих оппоненток вечерние платья. Позже в этом году Уилсон проиграла на шоу Great American Bash Сэйбл.
В ноябре 2004 года Уилсон начала вражду с Хироко. 10 февраля 2005 года во время специального выпуска SmackDown! (запись шоу прошла 4 февраля в Японии), Торри победила Хироко и матче в кимоно, сумев снять его с соперницы. На шоу The Great American Bash прошёл матч «Бюстгальтер и трусики» между Торри и Мелиной Перес, со специальным рефери Кэндис Мишель. Перес одержала победу над Уилсон в поединке, а потом и в матче-реванше благодаря помощи Джиллиан Холл.

#### Raw и Дьяволы Винса (2005—2006)

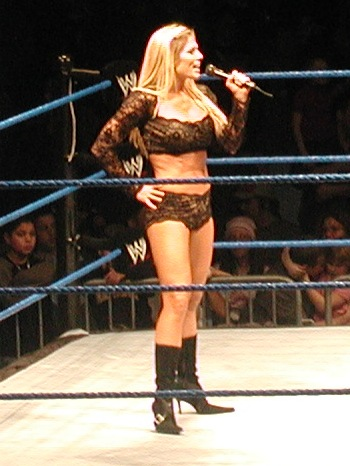
Уилсон в качестве ринганнонсера

21 августа 2005 года Уилсон вместе с Кэндис Мишель перешли на бренд Raw. Уилсон стала отыгрывать роль хила, напав на Эшли Массаро. Она и Кэндис несколько недель враждовали с Массаро, часто нападая на неё и мешая проводить бои. 12 сентября 2005 года Массаро вместе с вернувшейся Триш Стратус смогли вместе дать им отпор. На шоу Unforgiven прошёл командный матч, в котором победили Массаро и Стратус. На шоу WWE Homecoming Стратус и Массаро вновь одержали победу над Уилсон, Кэндис и Викторией в первом в истории неравном бою двух против трёх в бюстгальтерах и трусиках, где победительницы должны были раздеть всех своих оппоненток.
После этого Уилсон на некоторое время пропала из телевизионных шоу WWE, что привело к слухам об её увольнении из федерации. На самом деле, она не выступала по личным причинам. Некоторые СМИ даже предлагали помощь в поисках для неё работы. Чтобы развеять слухи, WWE опубликовало заявление Уилсон, в котором она опровергла своё увольнение. В заявлении она пошутила, что ей надо «позвонить в WWE и спросить, не забыли ли они уволить меня».
18 ноября Уилсон вернулась и вместе с Кэндис и Викторией вновь начала вражду против Стратус, Массаро и их новой союзницы Микки Джеймс. Дьяволы Винса стали недолгоживущим альянсом. После того как Кэндис и Виктория напали на Уилсон, она стала любимицей публики. Сюжетная линия вражды Кэндис и Уилсон привела к бою подушками Playboy на Рестлмании 22. Победу в матче одержала Уилсон, однако их вражда продолжалась ещё какое-то время. 12 июня 2006 года Уилсон победила Кэндис в первом в истории матче «Wet and Wild», в котором использовались шарики, наполненные водой, и водяные пистолеты. Победитель получил право сняться для обложки летнего специального издания WWE 2006 года.

#### Различные сюжетные линии и увольнение (2006—2008)

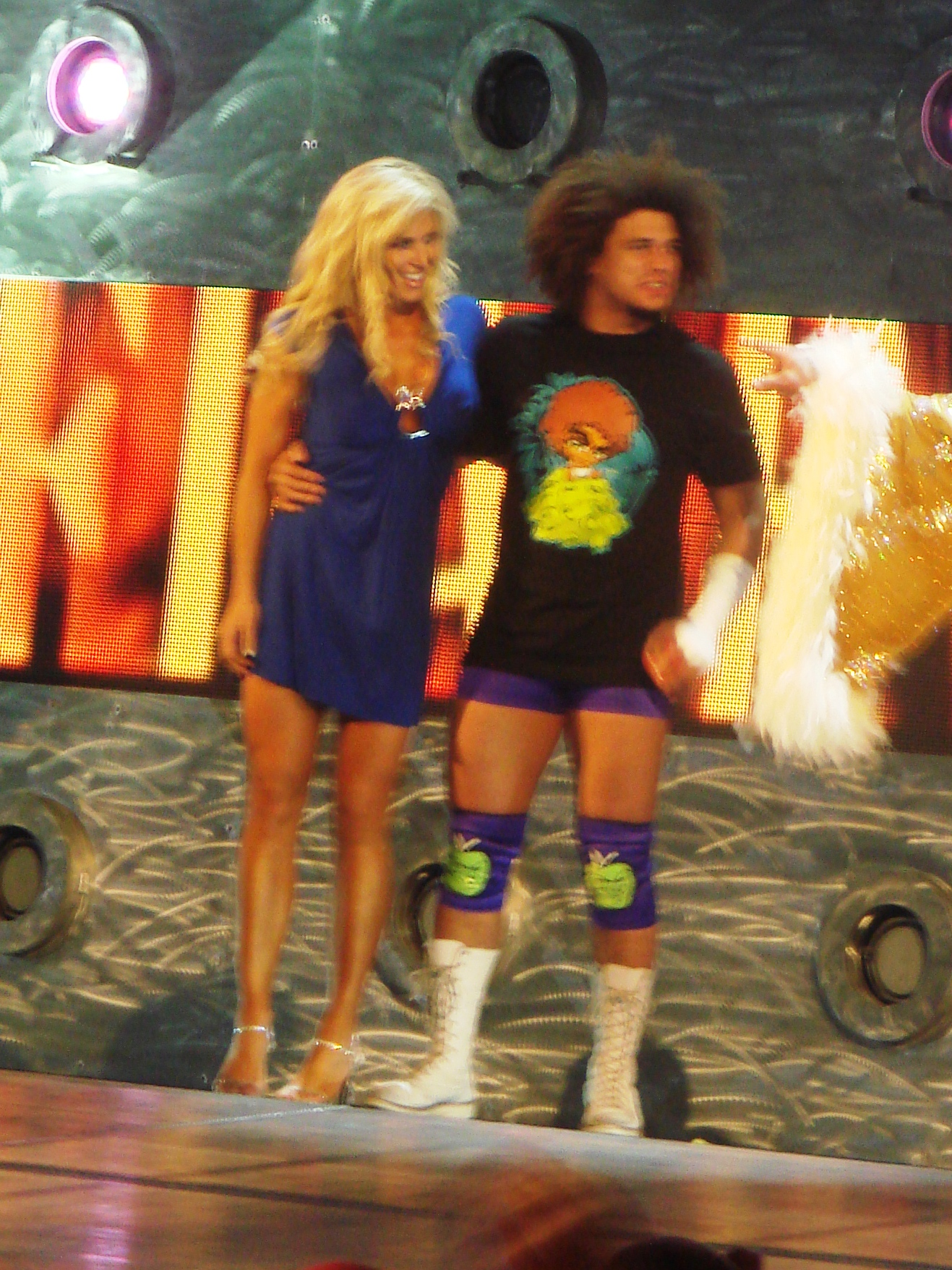
Уилсон и Карлито в 2007 году

22 августа 2006 года Уилсон представляла бренд RAW на конкурсе бикини, проходившем на шоу ECW, где её соперницей стала дива ECW Келли Келли. После завершения конкурса, где победитель так и не был определён, она вместе с Томи Дримером и Сэндменом участвовала в командном бою против Келли Келли, Майка Нокса и Теста. Победу в матче одержала команда Торри.
В конце 2006 года у Уилсон начался телевизионный роман с Карлито. 27 ноября Торри участвовала в королевском бою див, победитель которого становился первым претендентом на участие в матче за чемпионский титул, однако победу одержала Виктория. 11 декабря Виктория победила Торри из-за вмешательства Криса Мастерса, который применил против Уилсон свой любимый приём мастер лок. В это время она также стала появляться с Карлито, часто сопровождая его во время выхода на ринг. В мае 2007 года Карлито стал враждовать со своим бывшим товарищем по команде Риком Флэром и обвинять Уилсон в своих поражениях. Пара окончательно рассталась 11 июня, когда Уилсон в результате драфта 2007 года перешла в SmackDown!.
На шоу Summerslam Уилсон приняла участие в королевском бою первых претендентов, в котором победу одержала Бет Феникс. 21 сентября Торри стала одной из подружек невест во время свадьбы Теодора Лонга и Кристал Маршалл. 28 сентября, во время поединка Виктории против Торри, на последнюю напала Крисси Вейн, которая только дебютировала в WWE, однако их вражда быстро закончилась, так как Вейн вскоре покинула компанию. На шоу Cyber Sunday Торри, одетая в костюм игрока в американский футбол, приняла участие в конкурсе костюмов див на Хэллоуин. 29 октября Уилсон приняла участие в королевском бою див, посвященного Хеллоуину. Продержавшись почти до конца матча, она смогла выбить Викторию, но в итоге была выбита с ринга Келли Келли. 16 ноября Торри вместе с Микки Джеймс проиграла в командном матче Бет Феникс и Виктории. На шоу Survivor Series Уилсон была в команде Джеймс, которая победила команду Бет Феникс. Последнее появление Уилсон в WWE состоялось 23 ноября, когда она победила Викторию. В ноябре Торри взяла тайм-аут в выступлениях из-за травмы спины. 8 мая 2008 года Уилсон была уволена из WWE.

#### Спорадические появления в WWE (2009—2018)
Спустя одиннадцать месяцев после увольнения Уилсон вернулась в WWE во время Рестлмании XXV, где вместе с другими бывшими и действующими дивами участвовала в королевской битве «Мисс Рестлмания». 22 января 2018 года Уилсон приняла участие в выпуске Raw, посвящённому 25-летию передачи, во время которого чествовались «легенды» WWE, такие как Близняшки Белла, Марис, Келли Келли, Лилиан Гарсия, Мишель Маккул, Терри Раннелс, Мария Канеллис, Жаклин и Триш Стратус. Спустя шесть дней она приняла участие в ежегодной королевской битве, где она смогла выкинуть из ринга Дану Брук, а затем и сама была выбита Соней Девиль. Она также участвовала в королевской битве во время первого pay-per-view шоу Evolution, где участвовали только женщины-рестлеры. 4 марта 2019 года Терри Уилсон была введена в Зал славы WWE.

## Стиль и роль в WWE
В начале своей карьеры в рестлинге Уилсон в основном снималась в сюжетных линиях вне ринга, которые зрителям показывали во время шоу на телеэкранах. Она также часто сопровождала рестлеров во время их выхода на ринг и участвовала в конкурсах бикини. Позже, когда Торри стала выступать на ринге, она участвовала в поединках в нижнем белье или в матчах, целью которых было раздеть оппонента. В интервью IGN Уилсон рассказала, что она не очень любила такого типа матчи, считая, что её атлетические способности ценятся меньше, чем выходы в одних трусиках и её очень радовали возможности выйти на ринг в обычных поединках против таких рестлеров, как Виктория. Во время выступления в WWE у Марии было несколько фьюдов с такими рестлерами, как Таджири, Дон Мари, Нидия, Сэйбл, Стэйси Киблер, Эшли Массаро и Виктория. Она отыгрывала роли как фейса, так и хила, например, перейдя в бренд Raw в 2005 году она напала на Эшли Массаро, что привело к длительной вражде между двумя рестлерами. После сообщения о её увольнении британская газета The Sun написала: «Хотя Торри не запомнится своими боями, она была одной из самых искренних и красивых девушек в истории WWE. Всегда приветливая с фанатами и открытая во время интервью, Уилсон будет не хватать всем, кто следит за спортом или освещает его».

## Другие проекты
Кроме журнала Playboy, Уилсон снялась для обложек нескольких журналов, включая съемку в сентябре 2006 года для журнала FHM. В 2007 году журнал FHM поставил её на 43 место в списке «Самых сексуальных женщин в мире». Она дважды попадала в списки AskMen.com «Самых желаемых женщин в мире», под номером 22 в 2006 году и под номером 65 в 2007 году.
В апреле 2007 года Уилсон, вместе с несколькими дивами WWE снялась в музыкальном клипе Тимбалэнда на песню «Throw It On Me». В том же году она была приглашена вместе с несколькими другими знаменитостями на Всемирные летние специальные Олимпийские игры в Шанхае. 6 февраля 2008 года она появилась на шоу Проект Подиум, в котором заданием для участниц стало создать форму для выступлений нескольким дивам. В апреле 2009 года она подписала контракт с телеканалом NBC на участие в реалити-шоу I’m a Celebrity…Get Me out of Here!, премьера которого прошла в июне. В финале сезона Уилсон заняла второе место, уступив победу Лу Даймонд Филлипсу. В декабре 2011 года Торри вместе с Кэндис Мишель снялась в музыкальном клипе Лилиан Гарсии на песню «U Drive Me Loca».

## Личная жизнь
По словам Уилсон, в детстве она не смотрела рестлинг, но когда пришла в эту индустрию, стала фанаткой Халка Хогана. Во время работы в WWE она 300 дней в году была в разъездах. Вместе с собой она возила мальтийскую болонку по кличке Хло. Как минимум 4 раза в неделю она тренировалась. Обычно её тренировки состояли из часа упражнений для укрепления сердечно-сосудистой системы и полчаса силовой тренировки. Уилсон поддерживает дружеский отношения со Стэйси Киблер. Одно время они были соседями по комнате в Лос-Анджелесе.
11 июля 2003 года Уилсон вышла замуж за Питера Гранера (выступающего под именем Билли Кидмен), с которым она встречалась четыре года. В свободное от разъездов время они жили в Тампе (штат Флорида). В 2008 году пара официально развелась. С середины 2006 года Торри начала встречаться с Ником Мичтеллом, бывшим рестлером WWE, с которым она создала линию одежды Officially Jaded. Вместе они открыли магазин в Зе-Вудлендс (штат Техас). 14 сентября 2008 года она появилась на ежегодном мероприятии Wrestler’s Rescue, проходившем в Пискатевей (штат Нью-Джерси). Целью этого мероприятия было обратить внимание и собрать деньги для поддержки здоровья бывших рестлеров.
С декабря 2011 года по 2015 год Уилсон встречалась с бейсболистом «Нью-Йорк Янкис» Алексом Родригесом.
После ухода из рестлинга Уилсон стала работать онлайн фитнес-инструктором и блогером.

## Любимые приёмы
- Завершающие приёмы
  - Nose Job (Sitout facebuster[англ.])[12] — 2005—2008
  - Torrie-nado DDT (Runing or diving tornado DDT[англ.])[12] — 2002—2003
  - Snap DDT[12] — 2004—2005
  - Swinging neckbreaker[12] — 2002—2004 , коронный 2005—2007
- Коронные приёмы
  - Baseball slide[англ.][12]
  - Big splash[англ.][58]
  - Corner lariat[англ.][12]
  - Facial (Stinkface[англ.])[12][44]
  - Schoolgirl[англ.][12]
  - Snap suplex[англ.][12]
  - Tilt-a-whirl[англ.][12]

- Музыкальные темы
  - «Need a Little Time» Лилиан Гарсия (2003—2005)
  - «Not Enough for Me» Джим Джонстон (сентябрь 2005—май 2006)
  - «A Girl Like That» Eleventh Hour (май 2006—май 2008)[59]

## Титулы и достижения
- Bleacher Report
  - № 1 в списке 25 самых горячих див WWE[60]
  - № 1 в списке див, снявшихся для журнала Playboy (вместе с Сэйбл)[61]
  - № 3 в списке див, снявшихся для журнала Playboy[62]

- Diva Dirt
  - № 1 в списке SmackDown! 5 for 500[63]

- Pro Wrestling Illustrated
  - Женщина года 2001, 2002, 2003 (четвёртое место)

- World Wrestling Entertainment
  - Golden Thong Award (2002)[12][43]
  - Член Зала Славы WWE (2019)
  - № 25 в списке 25 самых впечатляющих женщин[64]

- Другие титулы
  - Мисс Галактика (1998)[2]

- I’m a Celebrity…Get Me Out of Here! (2 сезон в США)
  - Заняла второе место[65]

- Playboy
  - Девушка с обложки (май, 2003)
  - Девушка с обложки (с Сейбл) (март, 2004)

- Ask Men.com
  - Самые желанные женщины в мире — 22 место (2006)[45]
  - Самые желанные женщины в мире — 65 место (2007)[30]

- FHM
  - FHM поставило Торри на 43 место среди 100 самых сексуальных женщин в мире (2007)[44]